# Liste der Bodendenkmäler in Essing
Auf dieser Seite sind die Bodendenkmäler in dem niederbayerischen Markt Essing zusammengestellt. Diese Tabelle ist eine Teilliste der Liste der Bodendenkmäler in Bayern. Grundlage ist die Bayerische Denkmalliste, die auf Basis des Bayerischen Denkmalschutzgesetzes vom 1. Oktober 1973 erstmals erstellt wurde und seither durch das Bayerische Landesamt für Denkmalpflege geführt wird. Die folgenden Angaben ersetzen nicht die rechtsverbindliche Auskunft der Denkmalschutzbehörde.

## Bodendenkmäler in Essing
| Lage                        | Objekt | Akten-Nr.     | Bild |
| --------------------------- | --- | ------------- | ---- |
| Essing (Standort)           | Grabhügel vorgeschichtlicher Zeitstellung. | D-2-7036-0001 |      |
| Essing (Standort)           | Kleiner Schellneckwand-Abri (Schellnecker Wänd Abri I) mit Siedlungen des späten Jungpaläolithikums, des Mesolithikums, des Neolithikums, der Metallzeiten, darunter der Hallstattzeit sowie Bestattungsplatz des Mesolithikums. Opferplatz der Urnenfelderzeit. | D-2-7036-0002 |      |
| Essing (Standort)           | Ebenerdiger mittelalterlicher Ansitz (Burgstall Schellneck am Schlösselberg). | D-2-7036-0003 |      |
| Essing (Standort)           | Höhle Großes Schulerloch mit Siedlungen des Alt-, Mittel- und Jungpaläolithikums, des Mittel- und Jungneolithikums u. a. der Gruppe Oberlauterbach, der Stichbandkeramik und der Münchshöfener Gruppe sowie der frühen und mittleren Bronzezeit.                 | D-2-7036-0004 |      |
| Essing (Standort)           | Höhle Kleines Schulerloch mit Siedlung der Bronzezeit. | D-2-7036-0005 |      |
| Essing (Standort)           | Höhle Vierkammerloch mit Siedlung der mittleren Bronzezeit. | D-2-7036-0006 |      |
| Essing (Standort)           | Abri mit Siedlungen des Jungpaläolithikums und des Neolithikums. | D-2-7036-0007 |      |
| Essing (Standort)           | Höhle Burgerloch mit Siedlung der Bronzezeit. | D-2-7036-0008 |      |
| Essing (Standort)           | Turmhügel des Mittelalters. | D-2-7036-0010 |      |
| Essing (Standort)           | Burgstall des Mittelalters. | D-2-7036-0011 |      |
| Essing (Standort)           | Erdwerk und Schürfgruben vor- und frühgeschichtlicher bzw. mittelalterlicher Zeitstellung. | D-2-7036-0012 |      |
| Hienheimer Forst (Standort) | Äußerer Abschnittswall des spätlatènezeitlichen Oppidums Alkimoennis. | D-2-7036-0013 |      |
| Essing (Standort)           | Siedlung des Epipaläolithikums/Mesolithikums und allgemein vorgeschichtlicher Zeitstellung. | D-2-7036-0016 |      |
| Essing (Standort)           | Abri Siegfriedfelsen (Schellnecker Wänd Abri II) mit Siedlungen des Epipaläolithikums, des Mesolithikums und des Spätneolithikums. | D-2-7036-0017 |      |
| Essing (Standort)           | Gräberfeld der jüngeren Urnenfelderzeit. | D-2-7036-0018 |      |
| Essing (Standort)           | Frühmittelalterliches Reihengräberfeld. | D-2-7036-0019 |      |
| Essing (Standort)           | Abri (Abri I am Schulerloch) mit Siedlung des Mittelpaläolithikums. | D-2-7036-0021 |      |
| Essing (Standort)           | Siedlung bzw. Schlagplatz des Paläolithikums, des Mesolithikums und des Neolithikums. Körpergräber vor- und frühgeschichtlicher Zeitstellung. | D-2-7036-0022 |      |
| Essing (Standort)           | Siedlung vor- und frühgeschichtlicher Zeitstellung, u. a. Station des Paläolithikums und des Mesolithikums. | D-2-7036-0023 |      |
| Essing (Standort)           | Abri I im Dorf mit Siedlung des Jungpaläolithikums. | D-2-7036-0024 |      |
| Essing (Standort)           | Abri II im Dorf (Sesselfelsgrotte) mit Siedlungen des Mittel- und Jungpaläolithikums und des Mesolithikums. | D-2-7036-0025 |      |
| Essing (Standort)           | Höhlensystem Klausenhöhlen (Untere Klause, Abri Klausennische, Mittlere Klause, Obere Klause, Westliche Klause) mit Siedlungen des späten Alt-, des Mittel- und Jungpaläolithikums.                                                                              | D-2-7036-0026 |      |
| Essing (Standort)           | Maifels-Höhlen mit Siedlungen der frühen Bronze- bis Urnenfelderzeit. Opferplatz Maifelsen der frühen Bronze-, Urnenfelder-, und frühen Latènezeit sowie des frühen Mittelalters.                                                                                | D-2-7036-0027 |      |
| Essing (Standort)           | Abri Pfaffenloch (Abri im Pfaffenholz) mit Siedlungen des Paläolithikums und des Mesolithikums. | D-2-7036-0028 |      |
| Essing (Standort)           | Abri Heidenstein (Höhlenabri) mit Siedlungen des Mittel- und Jungpaläolithikums, der frühen Bronze- und der Urnenfelderzeit. | D-2-7036-0029 |      |
| Essing (Standort)           | Abri Felsenhäusl (Felsenhäusl-Kellerhöhle) mit Siedlungen des Mittel- und Jungpaläolithikums, des Mesolithikums und allgemein vorgeschichtlicher Zeitstellung.                                                                                                   | D-2-7036-0031 |      |
| Essing (Standort)           | Siedlung des Neolithikums und der Urnenfelderzeit. | D-2-7036-0032 |      |
| Essing (Standort)           | Siedlung der frühen Latènezeit. | D-2-7036-0033 |      |
| Essing (Standort)           | Station des Paläolithikums und des Mesolithikums. | D-2-7036-0034 |      |
| Essing (Standort)           | Station des Paläolithikums und des Mesolithikums, Siedlung des Neolithikums, der jüngeren Frühbronzezeit und der jüngeren Urnenfelderzeit, Eisenverhüttungsstelle der späten Latènezeit.                                                                         | D-2-7036-0035 |      |
| Essing (Standort)           | Höhle Silberloch mit Siedlung der frühen Bronzezeit. | D-2-7036-0041 |      |
| Essing (Standort)           | Grabhügel vorgeschichtlicher Zeitstellung. | D-2-7036-0042 |      |
| Essing (Standort)           | Grabhügel vorgeschichtlicher Zeitstellung. | D-2-7036-0043 |      |
| Essing (Standort)           | Grabhügel vorgeschichtlicher Zeitstellung. | D-2-7036-0044 |      |
| Essing (Standort)           | Schürfgrubenfeld vor- und frühgeschichtlicher bzw. mittelalterlicher Zeitstellung. | D-2-7036-0045 |      |
| Essing (Standort)           | Siedlung vor- und frühgeschichtlicher Zeitstellung. | D-2-7036-0046 |      |
| Essing (Standort)           | Siedlung vor- und frühgeschichtlicher Zeitstellung. | D-2-7036-0047 |      |
| Riedenburg (Standort)       | Station des Epipaläolithikums und des Mesolithikums. | D-2-7036-0112 |      |
| Essing (Standort)           | Station des Paläolithikums und des Mesolithikums. | D-2-7036-0166 |      |
| Essing (Standort)           | Station bzw. Schlagplatz des Paläolithikums, des Mesolithikums und des Neolithikums. | D-2-7036-0167 |      |
| Essing (Standort)           | Untertägige mittelalterliche und frühneuzeitliche Befunde im Bereich der katholischen Kapelle St. Bartlmä bei Randeck, darunter die Spuren älterer Bauphasen. | D-2-7036-0180 |      |
| Essing (Standort)           | Untertägige Befunde im Bereich der mittelalterlichen Burgruine Randeck. | D-2-7036-0182 |      |
| Essing (Standort)           | Schürfgrubenfeld vor- und frühgeschichtlicher bzw. mittelalterlicher Zeitstellung. | D-2-7036-0186 |      |
| Essing (Standort)           | Untertägige mittelalterliche und neuzeitliche Befunde im Bereich des ehem. Kollegiatstifts mit der ehemaligen Stiftskirche Hl. Geist, jetzt Pfarrkirche, in Essing, darunter die Spuren von Vorgängerbauten bzw. älteren Bauphasen.                              | D-2-7036-0188 |      |
| Essing (Standort)           | Untertägige Befunde und Funde im Bereich der spätmittelalterlichen Marktbefestigung von Essing. | D-2-7036-0189 |      |
| Essing (Standort)           | Untertägige mittelalterliche und frühneuzeitliche Siedlungsteile im Bereich der historischen Marktsiedlung von Essing. | D-2-7036-0190 |      |
| Essing (Standort)           | Siedlung des Neolithikums und des Mittelalters. | D-2-7036-0191 |      |
| Essing (Standort)           | Untertägige mittelalterliche und frühneuzeitliche Befunde im Bereich der katholischen Filialkirche St. Martin und der profanierten Kapelle St. Katharina in Altessing, darunter die Spuren von Vorgängerbauten bzw. älteren Bauphasen.                           | D-2-7036-0192 |      |
| Essing (Standort)           | Klufthöhle in der Ritzelschlucht mit menschlichen Skelettresten (Opferplatz) vor- und frühgeschichtlicher Zeitstellung. | D-2-7036-0194 |      |
| Essing (Standort)           | Erdbauten des Ludwig-Donau-Main-Kanals (1836-45). | D-2-7036-0195 |      |
| Essing (Standort)           | Station des Mesolithikums, Siedlung der Altheimer Kultur, der mittleren Bronze-, Urnenfelder-, Hallstatt-, frühen und späten Latènezeit sowie des späten Mittelalters. Bestattungsplatz der Urnenfelderzeit.                                                     | D-2-7036-0198 |      |
| Essing (Standort)           | Station des Paläolithikums und des Mesolithikums. | D-2-7036-0251 |      |
| Essing (Standort)           | Verebnete Grabhügel vorgeschichtlicher Zeitstellung. | D-2-7036-0261 |      |
| Essing (Standort)           | Höhle Obernederhöhle (Marienhöhle) mit Siedlungen des Alt-, Mittel- und Jungpaläolithikums sowie vom Neolithikum bis zum Mittelalter. | D-2-7037-0023 |      |
| Kelheim (Standort)          | Wallriegel vorgeschichtlicher Zeitstellung. | D-2-7037-0050 |      |
| Kelheim (Standort)          | Keltisches Oppidum Alkimoennis. | D-2-7037-0150 |      |